# TinyBuild
tinyBuild, Inc. è un'azienda statunitense editrice di videogiochi, con sede a Bellevue, Washington, fondata da Alex Nichiporchik e Tom Brien nel 2011 per pubblicare il videogioco No Time to Explain.
La tinyBuild ha collaborato con DoubleDutch Games per lo sviluppo e la distribuzione nel 2013 di SpeedRunners, che ha portato a tinyBuild ulteriori accordi di pubblicazione. È diventata una società per azioni nel marzo 2021.